# Pine Forest Country Club
Pine Forest Country Club is een countryclub in de Verenigde Staten en werd opgericht in 1945. De club bevindt zich in Houston, Texas, en heeft een 27-holes golfbaan.

## Geschiedenis
De Pine Forest Country Club werd opgericht in 1945 en bevond zich oorspronkelijk in de buurt van de North Shepherd Boulevard, een straat in de stad Houston. Tijdens de Tweede Wereldoorlog ontwierp de golfbaanarchitect John Bredemus een 9-holes golfbaan. In 1949 ontving de club het Houston Open en die werd gewonnen door de Johnny Palmer.
Drie decennia later, besloot de club om te verhuizen naar het westen van de stad en in de buurt van de Clay Road. De club besloot om een 27 holesbaan te bouwen en wierf architect Jay Riviere aan voor een 18 holesbaan. Het omvat twee 9 holesbanen (Green Nine en Gold Nine) en op 1 mei 1975 werden de twee 9 holesbanen geopend voor de golfers. In 1985 wierf de club architect Carlton Gipson aan om een nieuw 9 holesbaan, de White Nine, te bouwen zodat de golfbaan uitgebreid werd tot een 27 holesbaan (drie 9 holesbanen).

## Golftoernooien
- Houston Open: 1949[1]

## Trivia
- Naast een 27-holesbaan beschikt de club ook over een fitnesscentrum, een zwembad en tien tennisbanen.[3][4]